# Exocentrus gabonicola
Exocentrus gabonicola là một loài bọ cánh cứng trong họ Cerambycidae.